# BETWEEN THE WORD & THE HEART
『BETWEEN THE WORD & THE HEART』（ビトウィーン・ザ・ワード・アンド・ザ・ハート）は、1988年3月5日に発売された小田和正通算2作目のスタジオ・アルバム（オフコース在籍時に制作）。

## 解説
前作『K.ODA』同様、ミキサーにビル・シュネーを迎えて制作された。ドラムスは大間ジロー、ギターはダン・ハフ、シンセサイザーは望月英樹。後述に列記した曲以外にも、よしだたくろうの「今日までそして明日から」がアルバム収録曲の候補に挙がっていたとインタビューで語っている。
小田自身の発言によれば、このアルバムはビル・シュネーが小田に借金を申し込んだことがきっかけで作成されたといわれている。「借金を返すためにアルバムを作ろうと思った」とも語っている。
シングル「僕の贈りもの」と同時リリースされた。

## 収録曲
1. a song of memories  –  (1:35)[2]
英語詞によるオリジナル曲。出だしはモノラルで、サビでステレオに切り替わる。
2. 僕の贈りもの  –  (3:33)[2]
2ndソロ・シングル。オフコース名義の楽曲につき、厳密にはセルフカバーとなる。
3. 静かな夜  –  (4:58)[2]
コーラスに山本潤子が参加。
4. I miss you  –  (4:36)[2]
5. 一枚の写真  –  (4:44)[2]
コーラスに山本潤子が参加。
6. 誇れるのはたゞ  –  (3:41)[2]
7. in the city  –  (4:08)[2]
8. between the word & the heart -言葉と心-  –  (1:59)[2]
テレビ朝日系列『渡辺篤史の建もの探訪』のテーマ曲として長年使用されているほか、日本テレビ系『世界一受けたい授業』にて生き物特集のBGMでも使われている。
9. ためらわない、迷わない  –  (4:45)[2]
熊本朝日放送のクロージングBGMに使われている（2006年12月-）。
10. moon river  –  (2:20)[2]
映画『ティファニーで朝食を』でオードリー・ヘプバーン歌唱による、1961年のアカデミー賞オリジナル主題歌賞受賞曲のカバー。実際、小田自身が中学生の頃に『ティファニーで朝食を』を観て感動し、初めて自分の小遣いで買ったのが本曲のレコードであり、これがきっかけで音楽の道を志すことになったという。

- 作詞：小田和正(#1~9)、Johnny Marcer(#10)
- 作曲：小田和正(#1~9)、Henry Mancini(#10)
- 編曲：小田和正(#1~10)

## クレジット
- Produce by:Kazumasa Oda
- Co-Produced by:Jiro Oma
- Mixed by:Bill Schnee
- Engineered by:Masatake Ohsato, Kazuhiko Yanagisawa
- Additional Engineered by:Koei Nakagawa
- Assistant Engineered by:Yoshihide Mikami, Yasuhiro Ito, Tsuneo Tomono, Takashi Ito
- All Songs written by:K.Oda except "moon river" (Johnny Marcer, Henry Mancini)
- All Songs arranged by:K.Oda
- Recorded at:OFF COURSE Studio, Kannon-zaki Marine Studio, Victor Aoyama Studio
- Mixed at:SEDIC Studio
- Los Angeles recorded at:Studio 55, Engineered by:Bill Schnee, Assisted by:Tad Blaisdel
- Promotion Manager:Kaname Togashi, Akira Kikuchi, Masamichi Yoshida, Tomoaki Kinoshita
- Assistant Manager:Kazuyuki Yoshimura, Taizo Endo, Tatsuya Funakoshi
- Photography by:Kenji Miura
- Art Direction & Designed by:Nobuyoshi Minegishi
- Assistant Design:Miyoko Konno, Hideyuki Minegishi (Room.m)
- Special Thanks to:Kazunaga Nitta, Ichi Asatsuma, DAIICHI SEIMEI, Mitsuhiro Sonoyama

Musicians
- Electric Guitar, Acoustic Guitar（5）/Dann Huff
- Drums and Percussion, Computer Drums/Jiro Oma
- Keyboards and Synthesizers, Acoustic Guitars/K. Oda
- Synthesizers and Computer Drums Programming/Hideki Mochizuki
- Background Vocals:Junko Yamamoto (By the courtesy of CBS/SONY)